# Alionoctula murrayi
Alionoctula murrayi is een zoogdier uit de familie van de gladneuzen (Vespertilionidae). De wetenschappelijke naam van de soort werd voor het eerst geldig gepubliceerd door Andrews in 1900. Omdat de soort in 2009 voor het laatst is waargenomen, bestaat het vermoeden dat de soort is uitgestorven.

## Voorkomen
De soort komt voor op Christmaseiland (Australië).